# 安龙镇
安龙镇，是中华人民共和国四川省成都市都江堰市曾经下辖的一个镇。2019年12月，撤销大观镇、安龙镇，将原大观镇和原安龙镇所属行政区域划归青城山镇管辖。

## 行政区划
安龙镇撤销前下辖以下地区：
卉景社区、成青社区、泊江社区村、官田社区村、何家社区村、东义社区村、蒲津社区村、东风社区村和玉兰社区村。